# Catharina Sofia Topelius
Catharina Sofia Topelius, född 3 februari 1791 i Nykarleby, död 1 juli 1868 på Kuddnäs i Nykarleby var gift med Zacharias Topelius d.ä. och mor till författaren, redaktören och professorn Zacharias Topelius.

## Släkt och uppväxt
Sofia Topelius var genom sina föräldrar fast förankrad i den österbottniska köpmannamiljön. Hennes far Samuel (1767–1796) tillhörde borgar- och prästsläkten Calamnius och hennes mor, Anna Sofia Backman (1770–1830) var också köpmannadotter. Efter att Anna Backman 1796 blev änka fortsatte hon driva sin makes handelsrörelse och gifte om sig med handelshusets bokhållare Johan Turdin (1778–1834). Emellertid växte dottern Sofia upp främst hos sina förmögna farföräldrar, Josef Calamnius och Margeretha Skrifvar, och fick en för tiden typisk uppfostran för högreståndsflickor, vilket bland annat innebar att hon som 14-åring skickades till Stockholm på två år för att som inneboende hos en familj läsa franska, lära sig teckna och få umgängesvana. Några år efter Finska kriget träffade Sofia Calamnius sin blivande make som samtidigt som hon hade vistats i Stockholm och nu flyttade till Nykarleby för att där verka som stadsfysikus. Paret gifte sig 1812.
Sofia Topelius släktförbindelser kom till en väsentlig grad att bilda en del av sonen Zacharias Topelius sociala ramverk. Hennes äldre syster Christina var gift med Nykarlebyhandelsmannen Matts Lithén och parets döttrar hörde till Zacharias Topelius ungdomsvänner och den ena var skaldens stora ungdomskärlek. Den yngre systern Maria gifte sig med Topelius farbror Gustaf Toppelius. Sofia Topelius halvbror Gustaf Turdin kom att gifta sig 1831 med stockholmskan Emelie Backman som också var hennes brylling. Emelie Backman hämtade med sig sin yngre bror Henrik till Nykarleby och denne kom att bli Topelius närmaste vän under ungdomsrådet fram till sin död 1842. Halvsystern Augusta Turdin gifte sig 1834 med friherren Carl Rosenkampff. Under sin studietid 1832–1840 vid Kejserliga Alexander-universitetet var Zacharias Topelius en så gott som daglig gäst hos familjen Rosenkampff i Helsingfors och Carl Rosenkampff kom att fungera som ett viktigt ekonomiskt stöd för den yngre släktingen under studieåren.

## Äktenskap
Med hjälp av hustruns fädernearv på ca 20000 riksdaler köpte makarna egendomen Kuddnäs strax utanför Nykarleby stadsgräns. Genom uppköp utvidgades hemmanet med bland annat grannhemmanet Frill och Zacharias Topelius d.ä. hade som plan att bilda ett tillräckligt stor egendom för att försörja en familj med ståndspersoner. Vid gården anlades en trädgård, smedja, brännvinsbränneri och kvarn och nya jordbruksmetoder provades. I Topelius verksamhet kan man se spår av det tänkande som Finska hushållningssällskapet hade för avsikt att sprida. Vanan att läsa den då ännu relativt lite utspridda dagspressen var kutym i hushållet och Sofia Topelius höll sig med vanan till sin död.
I äktenskapet föddes fyra barn: Johan Emil (1814–1815), Gustaf Arvid (1816, död som barn), Zacharias (1818–1898) och Johanna Sofia (1820–1913). Makens hälsa försämrades drastiskt 1820 då han förlamades från midjan och neråt. Han fortfor ändå med att utöva sitt läkaryrke. Zacharias Topelius d.ä. dog 23 januari 1831.

## Senare skeden
Efter makens död 1831 fortsatte Sofia Topelius att bruka Kuddnäs med tillhörande hemman och hon fortfor med verksamheten till 1866 då egendomen utarrenderades. Hon lade ned en del av verksamheten som maken påbörjat, bland annat brännvinsbränneriet, smedjan och kvarnen. Hon sålde även ägor som var belägna längre bort men inköpte 1857 i gengäld en fjärdedel av Kuddnäs hemmans ägor som ännu dittills legat i andra händer. Åkrarna som tillhörde Kuddnäs och Frill ägor brukades av landbönder och torpare som tecknade kontrakt med egendomens ägare på viss tid. Dessa brukade jorden för egen räkning men betalde ett arrende i form av arbete eller reda pengar. För gårdssysslorna på själva Kuddnäs anställdes arbetsfolk, drängar och pigor, som avlönades direkt. Sålunda bestod Sofia Topelius verksamhet i att administrera ett antal människor och se efter räkenskaperna. Denna roll kunde hon utöva endast av den orsaken att hon som änka inte var ställd under en mans förmyndarskap, vilket påbjöds av 1734 års lag för ogifta och gifta kvinnor.
Barnens uppfostran var den andra av Sofia Topelius huvudsakliga uppgifter efter makens död. Sonen Zacharias studier kom till en stor del bekostas med återstoden av arvet efter föräldrarna. Dottern Johanna Sofia skickades liksom modern i sin tid på ett år till Stockholm för att förkovras i umgängesvana. Anmärkningsvärt var att hon stipulerade, tvärtemot vad Ärvdabalken bestämde, att barnen skulle ärva henne lika. Brukligt hade varit att sonen skulle ha ärvt två tredjedelar medan dottern endast skulle ha fått en tredjedel.
Genom släktkontakter kom också en fosterdotter till Kuddnäs. Fanny Magdalena Toppelius (1833–1902), vars far var kusin till Zacharias Topelius d.y. och dennes informator, bodde på gården från 1830-talet till 1868 då Sofia Topelius avled. Denna relation skall ses i ljuset av att på grund av ett bristfälligt socialskydd, var föräldralösa eller på motsvarande vis ekonomiskt utsatta barn hänvisade till mer välbärgade släktingars hjälp. Ett annat exempel av typisk filantropi som kvinnor i Sofia Topelius ställning idkade var att förse kringströvande tiggare med bröd.
Med sonen Zacharias bedrev hon en vidlyftig korrespondens. De bevarade breven uppgår till drygt 400 men det totala antalet i brev i korrespondensen torde röra sig kring 800. Brevmaterialet är ett kulturhistoriskt betydande material som vittnar om handlingsutrymmet för en relativt resursstark kvinna inom ett lokalsamhälle och ett släktnätverk.
Sofia Topelius dog 1 juli 1868 i sviterna av tyfus som under de stora hungeråren härjade svårt i Finland.